# 셰피크 휘스뉘
셰피크 휘스뉘(튀르키예어: Şefik Hüsnü)는 튀르키예인 의사, 정치인이다.

## 같이 보기
- 청년 튀르크당